# داجماويت موجيس
داجماويت موجيس بيكيلي (بالأمهرية: ዳግማዊት ሞገስ በቀለ)‏ سياسية إثيوبية تشغل منصب وزيرة النقل الحالية لجمهورية إثيوبيا منذ عام 2018. وقد عملت أيضًا كنائب رئيس البلدية ورئيسة مكتب شؤون الاتصالات في إدارة مدينة أديس أبابا.
كانت في السابق نائبة عمدة أديس أبابا . 

## روابط خارجية
- داغمايت موجيس: امرأة إثيوبية في السياسة (مقابلة باللغة الأمهرية)